# Хасан Хакъ паша
Хасан Хакъ паша (на турски: Hasan Hakkı Paşa) е османски офицер и чиновник.

## Биография
Роден е в 1826 година като най-голям син в семейството на Мустафа паша Шкодренски. В 1876 година става везир. От февруари 1877 до март 1884 г. е валия на Ванския вилает, а от септември 1885 до август 1886 г. - на Солунския. От октомври 1887 г. до март 1890 г. и от юни 1894 до ноември 1895 г. е валия на Алепския вилает.
Помага за третото възстановяване на Саадетин джамия в Кютахия.